# Portlakmålla
Portlakmålla (Halimione portulacoides) är en ört i familjen Amarantväxter.
Blomman är gulaktig.